# Grijze trekkervis
De grijze trekkervis (Balistes capriscus) is een straalvinnige vissensoort uit de familie van de trekkervissen (Balistidae). De wetenschappelijke naam van de soort is voor het eerst geldig gepubliceerd in 1789 door Gmelin.